# Manchester 62 F.C.
Manchester 62 F.C. – gibraltarski klub piłkarski z siedzibą w Gibraltarze.

## Historia
Chronologia nazw:
- 1962–2000: Manchester United (Gibraltar) F.C.
- 2000–2002: Manchester United Eurobet F.C.
- 2002–2008: Manchester United (Gibraltar) F.C.
- 2008–2013: Manchester United Digibet F.C.
- 2013–...: Manchester 62 F.C.

Manchester United F.C. został założony w 1962 roku w Gibraltarze. Zespół został nazwany na cześć angielskiego klubu Manchester United, przez grupę kibiców była wysłana prośba po kierownika angielskiego klubu Matt Busby, który wyraził zgodę klubu na używanie jego nazwy. W sezonie 1973/74 Manchester zdobył mistrzostwo Gibraltar Second Division i zdobył historyczny awans do First League.
W sezonie 1974/75 Manchester zagrał swój drugi sezon na najwyższym poziomie, zdobywając pierwsze mistrzostwo.
W 2000 roku klub zmienił nazwę na Manchester United Eurobet F.C., w 2002 przywrócił historyczną nazwę Manchester United (Gibraltar) F.C., a w latach 2008-2013 występował pod nazwą Manchester United Digibet F.C.. Od 2013 występuje jako Manchester 62 F.C..

## Sukcesy

### Trofea międzynarodowe
Nie uczestniczył w rozgrywkach europejskich (stan na 31-05-2014).

### Trofea krajowe
| \| \| Zdobyte trofea w rozgrywkach Gibraltaru (stan na: 31-05-2014) \| |                                                               |      |                                               |
| Rozgrywki                                                              | Osiągnięcie                                                   | Razy | Sezon(y)                                      |
| · Mistrzostwo                                                          | I miejsce                                                     | 7    | 1975, 1977, 1979, 1980, 1984, 1995, 1999      |
| · Mistrzostwo                                                          | II miejsce                                                    | ?    | ..., 1994, 2000, 2001, 2003, 2006, 2007, 2014 |
| · Mistrzostwo                                                          | III miejsce                                                   | ?    | ..., 2011, 2012, 2013                         |
| Puchar                                                                 | zdobywca                                                      | 4    | 1974, 1977, 1980, 2003                        |
| Puchar                                                                 | finalista                                                     | ?    | ..., 2013                                     |
| Puchar Ligi                                                            | zdobywca                                                      | 0    |                                               |
| Puchar Ligi                                                            | finalista                                                     | 1    | 2014                                          |
| II liga                                                                | I miejsce                                                     | 1    | 1974                                          |
| II liga                                                                | II miejsce                                                    | 0    |                                               |
| II liga                                                                | III miejsce                                                   | 0    |                                               |
| Gibraltar                                                              | Zdobyte trofea w rozgrywkach Gibraltaru (stan na: 31-05-2014) |      |                                               |

- Pepe Reyes Cup:
  - zdobywca (4): 2003, 2006, 2007, 2008

## Stadion
Klub rozgrywał swoje mecze domowe na Victoria Stadium w Gibraltarze, który może pomieścić 2,249 widzów.